# Stilo

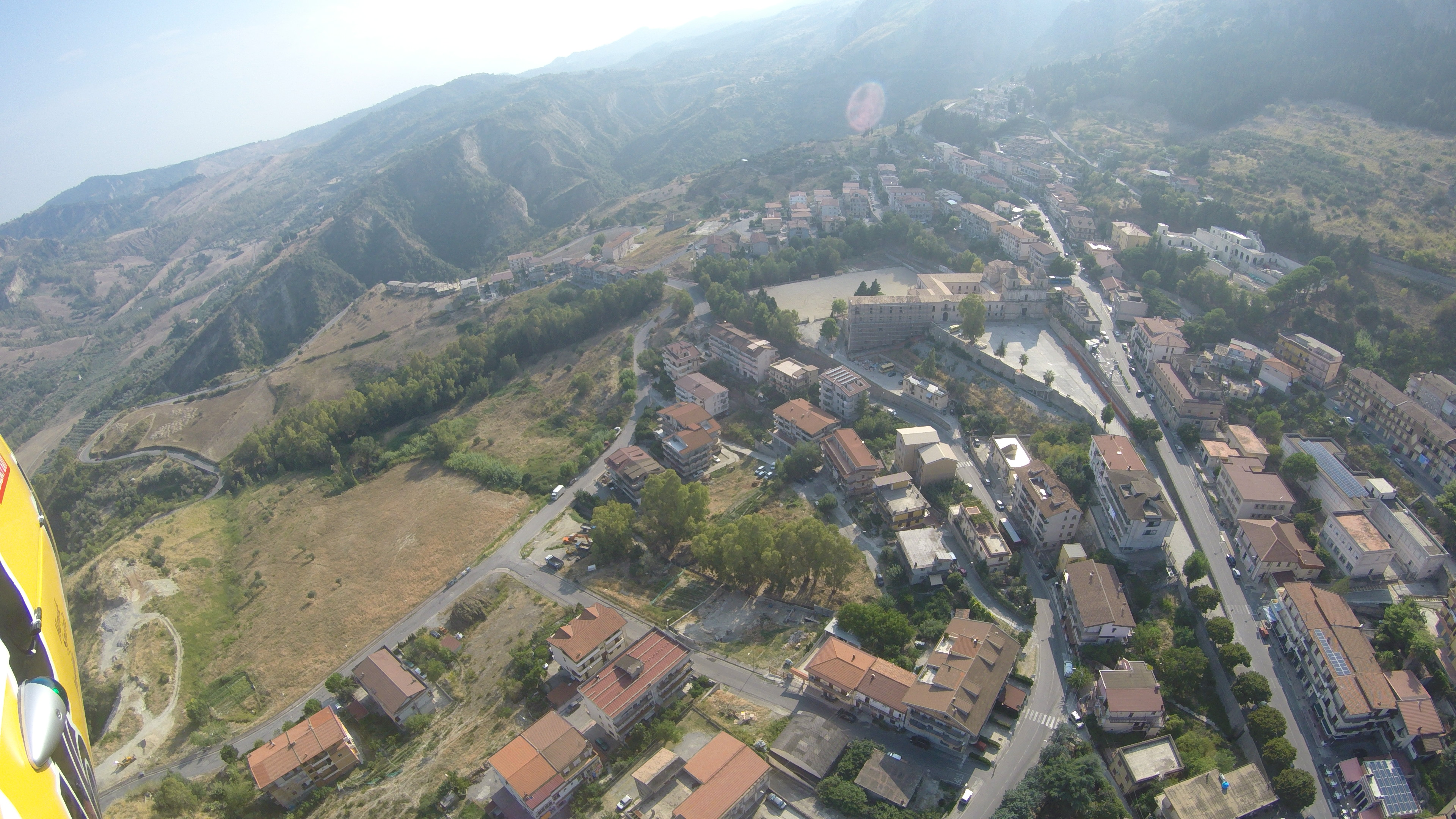
Stilo desde el cielo con la iglesia de San GIovanni Theresti (agosto de 2016)

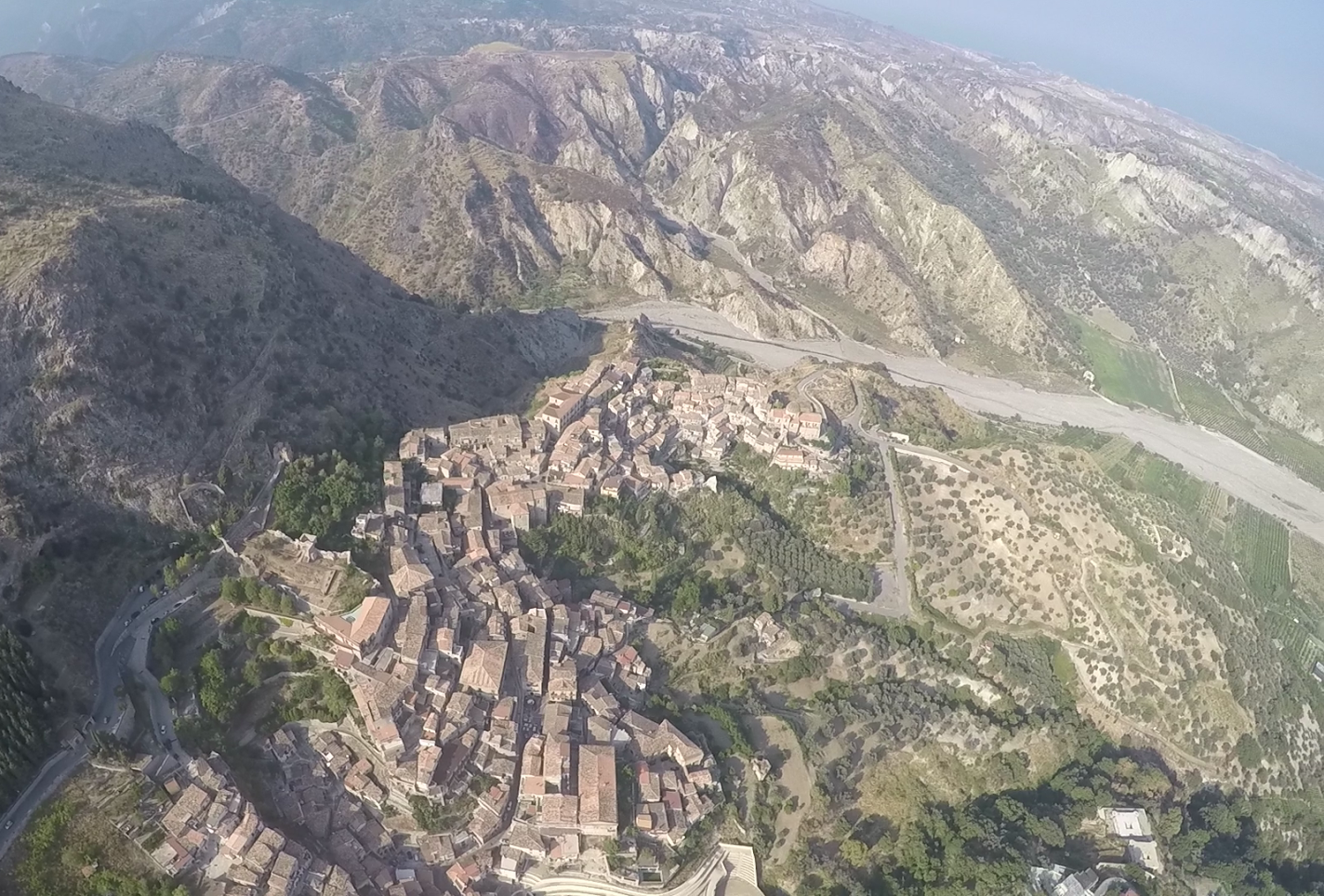
Stilo antiguo (agosto de 2016)

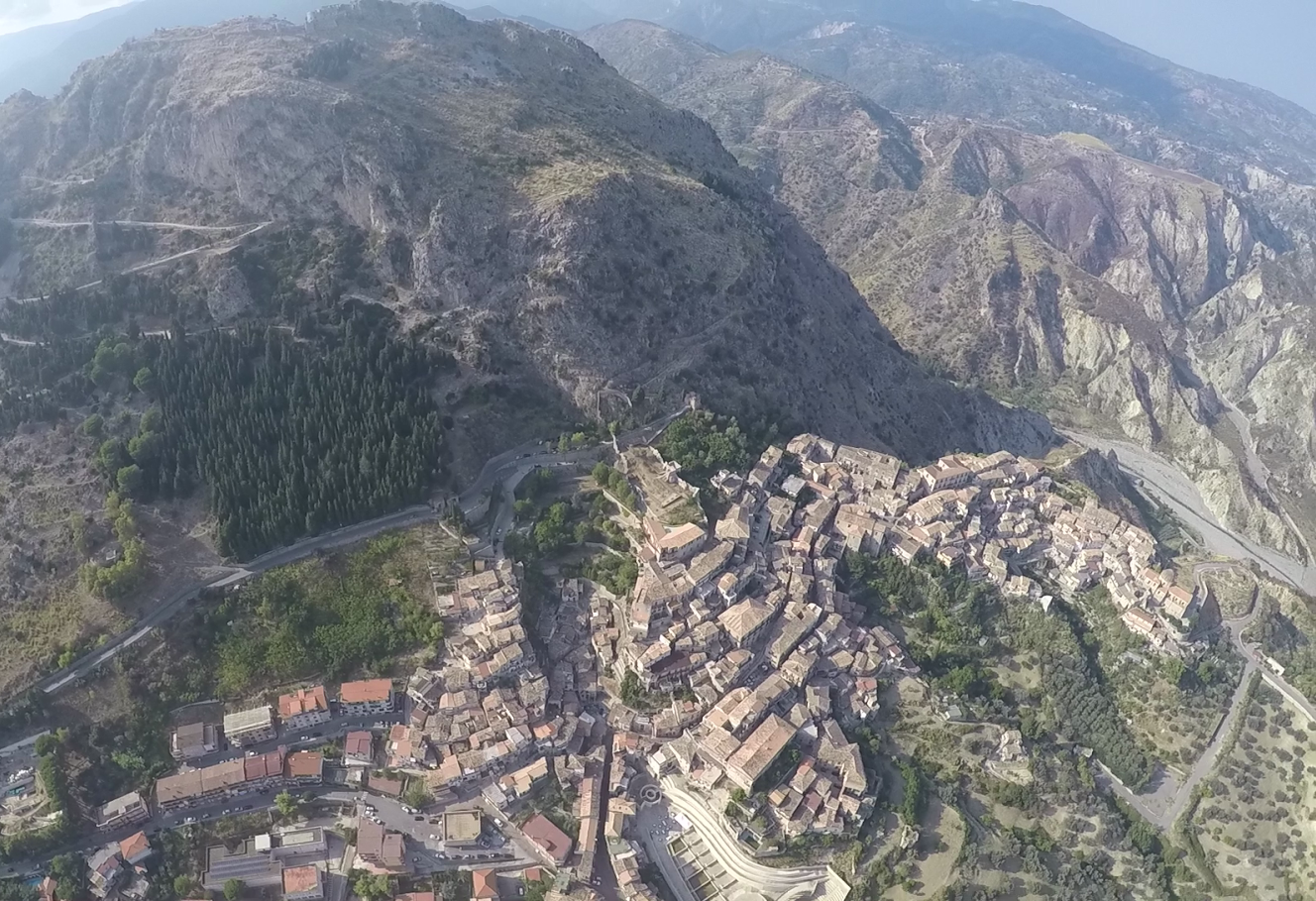
Stilo antiguo con castillo (agosto de 2016)

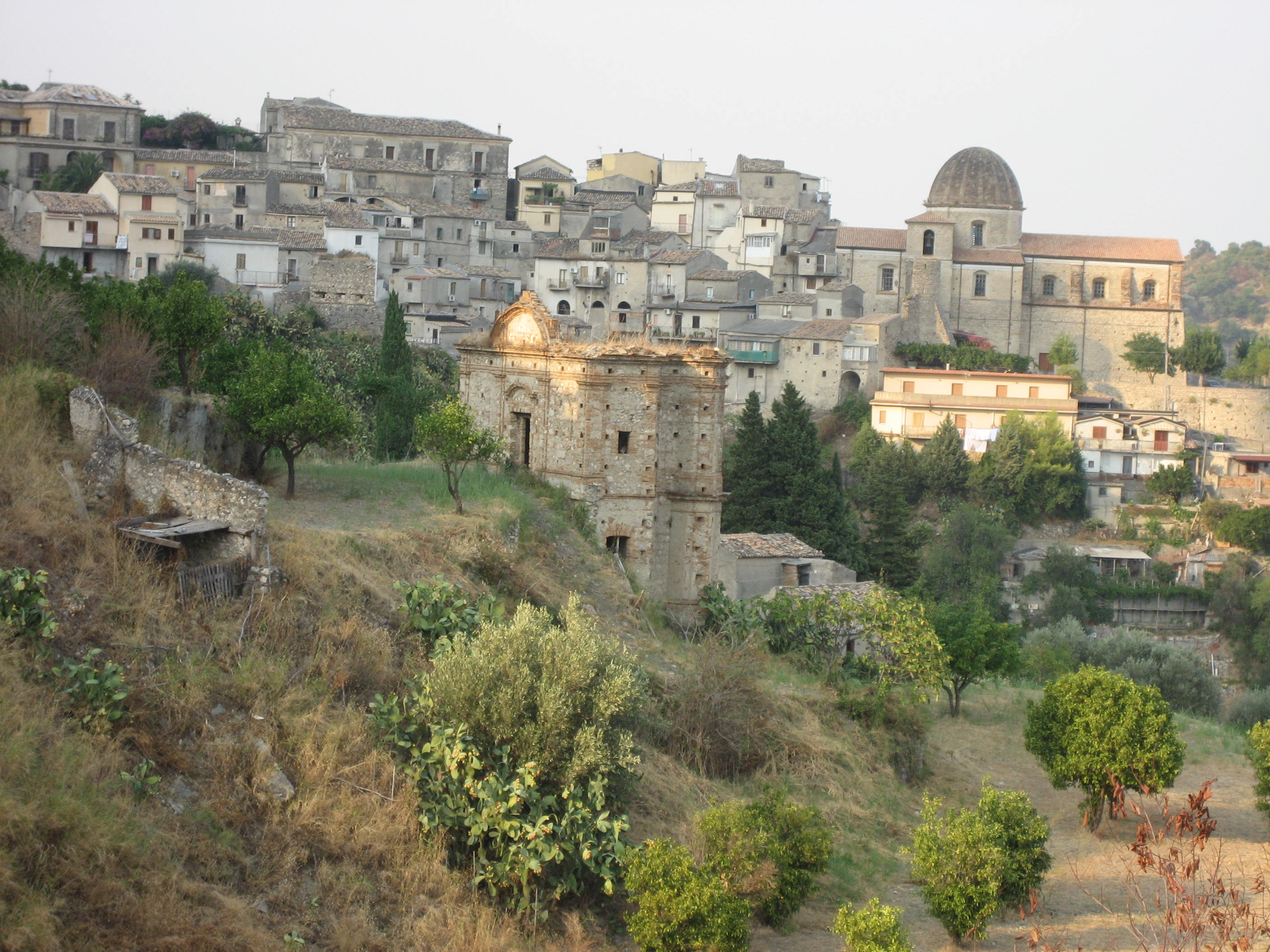
Centro histórico de Stilo.

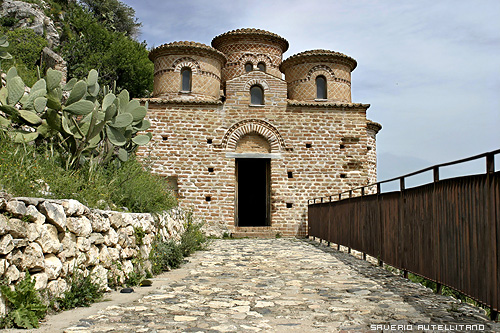
Cattolica.

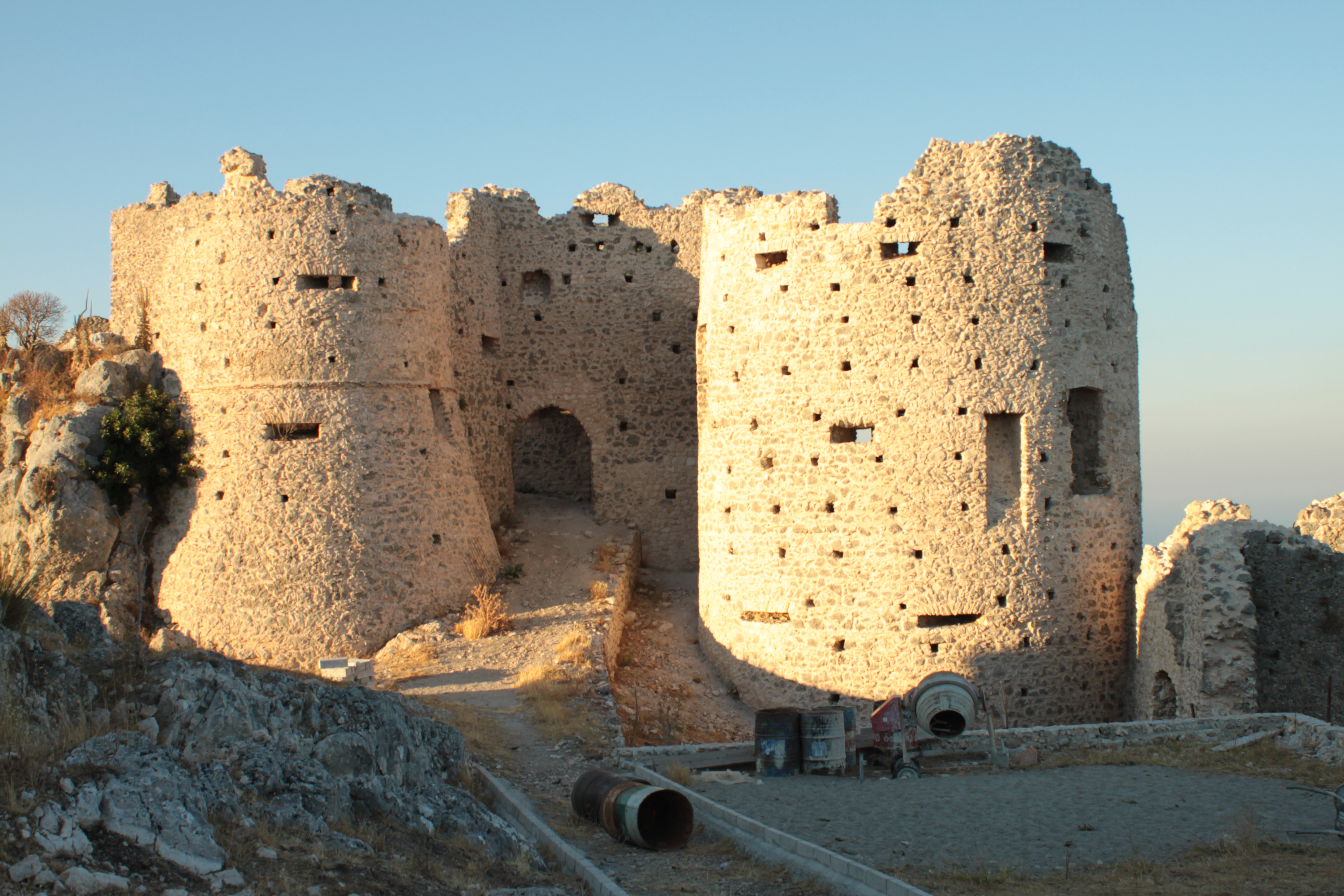
Castillo normando.

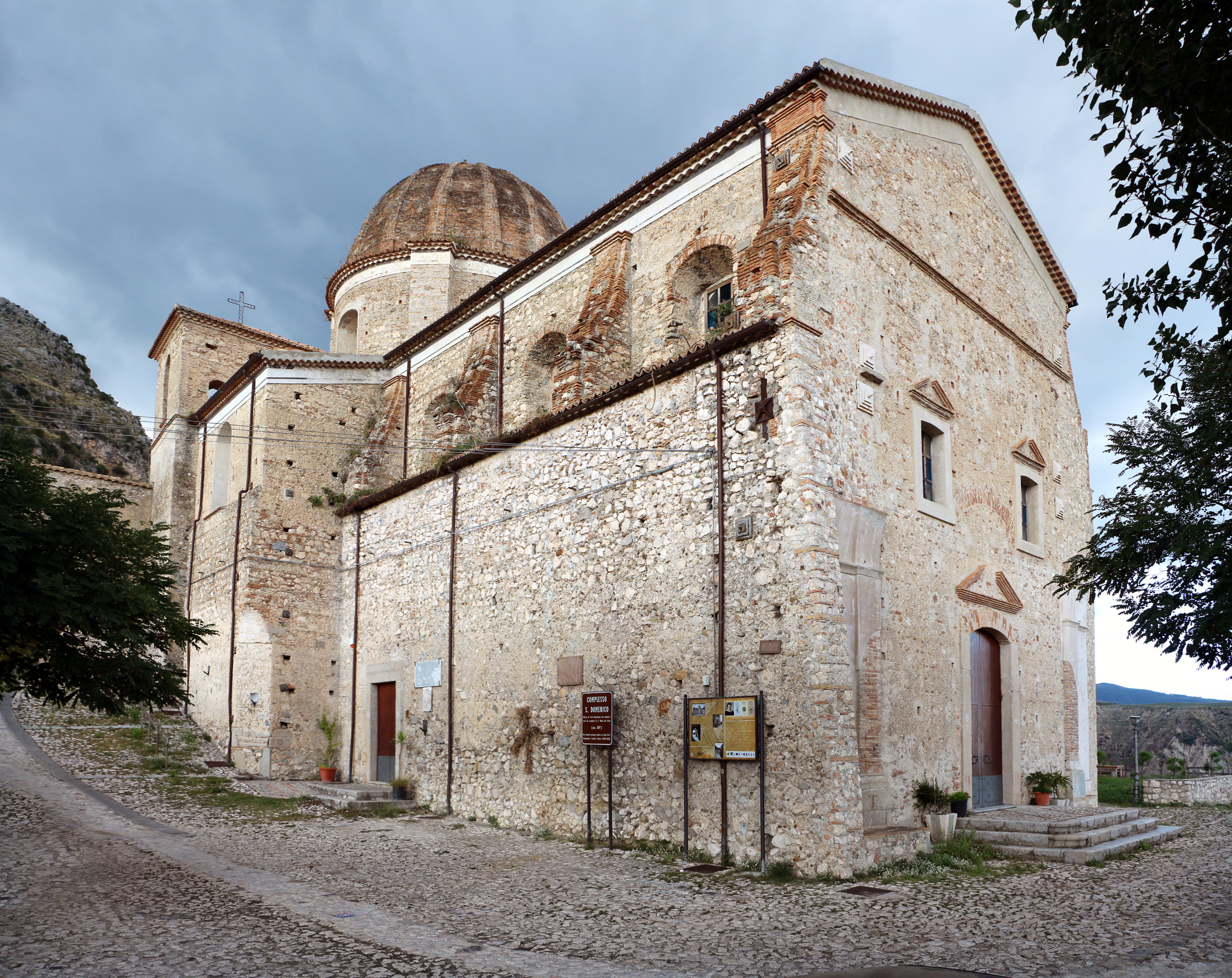
Iglesia de San Domenico.

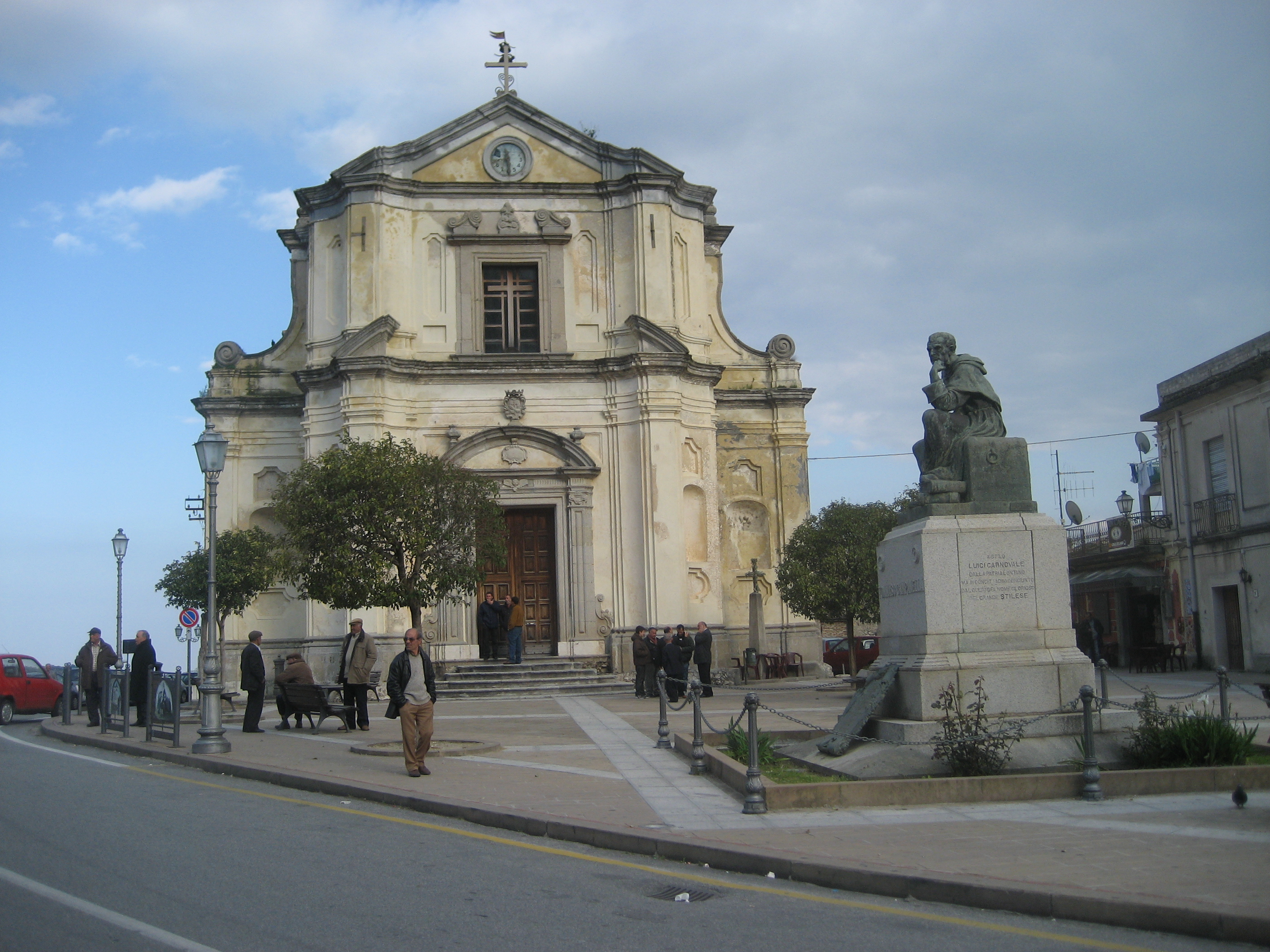
Iglesia de San Francisco.

Stilo (en calabrés Stilu, del griego, Stylos, columna) es un municipio italiano y su capital, de 2.792 habitantes, de la provincia de Reggio Calabria. La aldea se encuentra a 151 km de Reggio y está inscrita en el listado de I Borghi più belli d'Italia.

## Economía
La economía del municipio se basa principalmente en la agricultura, con la producción de cereales, aceite de oliva, vino y queso. Hay minas de hierro y plomo.

## Historia
Los orígenes de Stilo se relacionan con la destrucción de la antigua colonia griega de Kaulon por Dionisio II de Siracusa, seguida por otra por los campanos (aliados de Roma) en el 277 a. C.
Stilo sufrió un terremoto en el año 1783.
A 10 km de la ciudad se encuentra el promontorio del cabo Stilo, junto al que se disputó en 1940 la batalla de Punta Stilo entre las armadas italiana y británica.

## Lugares de interés
Su principal atractivo es la Cattolica de Stilo, una iglesia de los siglos IX-X en estilo bizantino. Es monumento nacional. 
El nombre deriva de la palabra griega katholiki, que se refería a las iglesias que tenían un baptisterio. Tiene plan de «cruz inscrita», típica de la época bizantina media. El interior está dividido por cuatro columnas en cinco espacios similares. El espacio cuadrado central y los de los ángulos están cubiertos por cúpulas. Las de los ángulos tienen tambores del mismo diámetro, mientras que la del centro es un poco más alta y grande.
- La catedral o Duomo.
- La iglesia de San Domenico
- La iglesia de San Francesco
- Abadía de San Giovanni Therestis
- La iglesia de San Nicola da Tolentino
- El castillo normando de Roger II, sobre el monte Consolino, se remonta al siglo XI. De forma rectangular y rodeado de obras de defensa, quedan en la actualidad simplemente restos de los muros perimetrales, de las torres y de las puertas. Fue destruido por los franceses durante la guerra con Carlos V en el siglo XVI.
- La fuente de los delfines

## Evolución demográfica
| Gráfica de evolución demográfica de Stilo entre 1861 y 2001 |
|                                                             |
| Fuente ISTAT - elaboración gráfica de Wikipedia             |

## Personajes ilustres
El más conocido es el filósofo Tommaso Campanella.